# Классен, Александр
Александр Классен (нем. Alexander Classen; 13 апреля 1843, Ахен — 28 января 1934, Ахен) — немецкий химик.
С 1870 работал ассистентом по кафедре аналитической химии в Высшей технической школе в Ахене; с 1880 там же был назначен профессором на кафедре неорганической химии, с 1894 занял кафедру электрохимии. Ему принадлежит ряд крупных работ по аналитической химии и особенно по электролитическому анализу. Предложенные им электролитические методы и аппараты в своё время получили широкое применение во всех химических лабораториях.
Важнейшие научные труды: «Quantitative Analyse durch Elektrolyse» (4-е изд., Б., 1897); «Handbuch d. analytischen Chemie» (5-е изд., Штуттгардт, 1896—1900); «Ausgewählte Methoden d. analytischen Chemie» (Брауншвейг, 1901—1903); «Lehrbuch d. anorganischen Chemie» (вместе с Роско, 3-е изд., 1895—1896); «Kurzes Lehrbuch d. Chemie» (вместе с Роско, 11-е изд., 1894, переведено на русский язык); ему же принадлежит обработка 10 и 11-го издания F. Mohrs, «Lehrbuch der Titriermethoden» (Брауншвейг, 1896).